# UCI World Cup for kvinder 2015
UCI World Cup for kvinder 2015 var den 18. udgaven af UCI World Cup for kvinder og del af UCI kalenderen for kvinder i 2015.

## Løb
| Løb                                         | Dato           | Vinder                     | Toer                         | Treer                        | Kilde  |
| ------------------------------------------- | -------------- | -------------------------- | ---------------------------- | ---------------------------- | ------ |
| Ronde van Drenthe ()                        | 14. marts      | Jolien D'Hoore (BEL)       | Amy Pieters (NED)            | Ellen van Dijk (NED)         | [ 2 ]  |
| Trofeo Alfredo Binda-Comune di Cittiglio () | 29. marts      | Lizzie Armitstead (GBR)    | Pauline Ferrand-Prévot (FRA) | Anna van der Breggen (NED)   | [ 3 ]  |
| Flandern Rundt ()                           | 5. april       | Elisa Longo Borghini (ITA) | Jolien D'Hoore (BEL)         | Anna van der Breggen (NED)   | [ 4 ]  |
| La Flèche Wallonne Féminine ()              | 22. april      | Anna van der Breggen (NED) | Annemiek van Vleuten (NED)   | Megan Guarnier (USA)         | [ 5 ]  |
| Tour of Chongming Island World Cup ()       | 17. maj        | Giorgia Bronzini (ITA)     | Kirsten Wild (NED)           | Fanny Riberot (FRA)          | [ 6 ]  |
| Philadelphia Cycling Classic ()             | 7. juni        | Lizzie Armitstead (GBR)    | Elisa Longo Borghini (ITA)   | Alena Amialiusik (BLR)       | [ 7 ]  |
| Sparkassen Giro ()                          | 2. august      | Barbara Guarischi (ITA)    | Lucinda Brand (NED)          | Emilie Moberg (NOR)          | [ 8 ]  |
| Open de Suède Vårgårda ()                   | 21. august     | Rabo-Liv                   | Velocio–SRAM                 | Boels-Dolmans                | [ 9 ]  |
| Open de Suède Vårgårda ()                   | 23. august     | Jolien D'Hoore (BEL)       | Giorgia Bronzini (ITA)       | Tiffany Cromwell (AUS)       | [ 10 ] |
| GP de Plouay ()                             | 29. august     | Lizzie Armitstead (GBR)    | Emma Johansson (SWE)         | Pauline Ferrand-Prévot (FRA) | [ 11 ] |
| Slutstillingen                              | Slutstillingen | Lizzie Armitstead (GBR)    | Anna van der Breggen (NED)   | Jolien D'Hoore (BEL)         | [ 12 ] |

## Slutstillingen i World Cup
| Nr.                                  | Rytter                       | Hold                   | Points |
| ------------------------------------ | ---------------------------- | ---------------------- | ------ |
| 1                                    | Lizzie Armitstead (GBR)      | Boels-Dolmans          | 484    |
| 2                                    | Anna van der Breggen (NED)   | Rabo-Liv               | 435    |
| 3                                    | Jolien D'Hoore (BEL)         | Wiggle-Honda           | 391    |
| 4                                    | Elisa Longo Borghini (ITA)   | Wiggle-Honda           | 350    |
| 5                                    | Lucinda Brand (NED)          | Rabo-Liv               | 315    |
| 6                                    | Pauline Ferrand-Prévot (FRA) | Rabo-Liv               | 260    |
| 7                                    | Alena Amialiusik (BLR)       | Velocio–SRAM           | 255    |
| 8                                    | Giorgia Bronzini (ITA)       | Wiggle-Honda           | 232    |
| 9                                    | Ashleigh Moolman-Pasio (RSA) | Bigla Pro Cycling Team | 230    |
| 10                                   | Annemiek van Vleuten (NED)   | Bigla Pro Cycling Team | 226    |
| Kilde: Union Cycliste Internationale |                              |                        |        |

| Nr.                                   | Hold                   | Points |
| ------------------------------------- | ---------------------- | ------ |
| 1                                     | Rabo-Liv               | 1204   |
| 2                                     | Wiggle-Honda           | 1071   |
| 3                                     | Boels-Dolmans          | 1057   |
| 4                                     | Bigla Pro Cycling Team | 856    |
| 5                                     | Velocio–SRAM           | 747    |
| 6                                     | Orica-AIS              | 343    |
| 7                                     | Team Liv–Plantur       | 296    |
| 8                                     | Team Hitec Products    | 278    |
| 9                                     | Lotto-Soudal Ladies    | 262    |
| 10                                    | Alé-Cipollini          | 207    |
| Source: Union Cycliste Internationale |                        |        |